# Rohrskelett
Rohrskelett (auch endoskeletale Bauweise) ist die heute übliche Bauweise von Prothesen, besonders im Bereich der unteren Extremitäten. Dabei sind – im Gegensatz zur Schalenbauweise (exoskeletale Bauweise) – die Funktionselemente von den formgebenden Elementen der Prothese getrennt. 
Das Rohrskelett übernimmt die tragende Funktion, die Verkleidung aus Schaumstoff die Wiederherstellung des natürlichen Erscheinungsbildes. Beim Modular-Rohrskelett besteht das Rohrskelett aus verschiedenen Modulen, die leicht reproduzierbar und gegeneinander austauschbar sind, und damit die Prothese anpassbar machen, zum Beispiel an Gewichts- oder Aktivitätsgradänderungen des Benutzers.